# Danut Grecu
Danut Grecu (Bucarest, 26 de septiembre de 1950-12 de diciembre de 2024) fue un gimnasta artístico rumano especialista en la prueba de anillas, campeón del mundo en 1974.

## Hitos relevantes de su carrera deportiva
- En el Mundial que tuvo lugar en Varna (Bulgaria) ganó el oro en anillas, empatado con el soviético Nikolai Andrianov y por delante del polaco Andrzej Szajna.
- En los JJ. OO. de Montreal gana el bronce en anillas, tras los soviéticos Nikolai Andrianov y Alexander Dityatin.
- En el Mundial de Estrasburgo 1978 gana el bronce en anillas, tras de nuevo los soviéticos Nikolai Andrianov y Alexander Dityatin.
- Por último, en el Mundial de Fort Worth 1979 consigue la plata en la misma prueba, tras el soviético Alexander Dityatin y delante de otro soviético que ganó el bronce Aleksandr Tkachyov.